# Moňok
Moňok est un affluent gauche de la rivière Hornád dans le bassin du Danube, en Slovaquie, donc un sous-affluent du Danube par le Sajó et la Tisza.

## Géographie
La source se situe sous la colline Viničná. Il rejoint l'Hornád après 5,227 km au niveau du quartier de Košice, Džungľa.

## Communes traversés
- Košice, Quartier:
  - Sídlisko Ťahanovce, Dargovských Hrdinov, Džungľa